# 紫茎飞蓬
紫茎飞蓬（学名：Erigeron purpurascens）为菊科飞蓬属的植物，是中国的特有植物。分布于中国大陆的四川等地，见于山坡草地，目前尚未由人工引种栽培。
其种加词“purpurascens”意为“有点紫色的”。